# Polsten
Il Polsten fu una versione a basso costo del cannone 20 mm Oerlikon. Il Polsten venne progettato per rendere più semplice e molto meno costosa la costruzione senza ridurne le capacità.

## Sviluppo
Quando la Germania nazista invase la Polonia nel 1939, il team di progettazione polacco fuggì in Inghilterra e ricominciò a lavorare insieme con ingegneri cechi ed inglesi.
Polsten entrò in servizio nel marzo del 1944 a fianco dell'Oerlikon. Entrambi i cannoni usavano caricatori a tamburo similari da 60 colpi, tuttavia, il Polsten poteva usare anche caricatori a pacco, da 30 colpi. Restò in servizio fino alla fine degli anni '50.
Mentre l'Oerlikon era composto di 250 pezzi, Polsten si componeva di solo 119 parti, senza sacrificare l'efficacia o l'affidabilità del cannone. La semplificazione del Polsten rese la sua costruzione assai meno cara, infatti mentre il costo di un Oerlikon si aggirava intorno alle 350 sterline, il costo del Polsten oscillava tra le 60 e le 70.
IL Polsten venne utilizzato come sostituto dell'Oerlikon nei medesimi ruoli, uno dei quali era come cannone antiaereo per le Truppe aerotrasportate. Vennero realizzati anche appositi affusto con ruote gommate che poteva essere trainato da una jeep, che potevano montare da uno a quattro cannoni.
Il Polsten venne montato come arma antiaerea su parecchi veicoli corazzati basati sulla struttura del carro Mk VIII Cromwell; venne anche installato sui primi modelli del Centurion, non coassialmente al cannone principale, ma su un supporto indipendente, posto sulla sinistra della torretta.
L'origine del nome non è certa, alcuni suggeriscono deriverebbe dalle iniziali delle parole Poland + Sten Company, anche se lo Sten non fosse prodotto dalla Sten Company, fonti ufficiali inglesi indicherebbero invece che sarebbe un composto tra Poland e Royal Small Arms Factory dove venne progettato che aveva sede ad Enfield.